# North Hill (Kornwalia)
North Hill – wieś w Anglii, w Kornwalii. Leży 93 km na północny wschód od miasta Penzance i 320 km na zachód od Londynu. W 2001 miejscowość liczyła 917 mieszkańców.